# Chalonnes-sur-Loire

Chalonnes-sur-Loire este o comună în departamentul Maine-et-Loire, Franța. În 2012 avea o populație de 6,550 de locuitori.